# Historizmus
A historizmus (a latin történetiség szóból) az elmúlt korok stílusainak utánzásának, újraélesztésének jelensége a művészetben. Mint művészettörténeti korszak a 19. század második felében Európára és Észak-Amerikára jellemző. Leginkább az építészetben jelentkezett, de tetten érhető az iparművészetben, a történelmi festőművészetben és színpadművészetben is.
A historizmus a romantikában gyökerezik. Az első neostílus, a neogótika még a romantika művészetéhez tartozik. Az építészek, ahogy egyre újabb és újabb utakat kerestek, felelevenítették a romanika, a reneszánsz és a barokk stíluselemeit. Így jöttek létre a neostílusok, majd ezek keveredésével az eklektika, melyet önálló irányzatként is számontartanak.
A historizmus és az eklektika fogalmát voltaképp lehetetlen egymástól elkülöníteni, az 1989-es rendszerváltozás előtt Magyarországon például egyöntetűen az eklektika elnevezés volt használatos kissé becsmérlő értelemben. A historizmus elnevezést 1993-tól legitimizálták, ez előtt csak elvétve, intuitíven használták, pontos definíciója, értelmezése hiányzott. Magyarországon a 19. század második felének művészete összefonódott a kései romantikával, és együtt jelentkezett az eklektikával. Így egészen sajátos építészeti korszak köszöntött be.
A két világháború közötti időben (1920-as, 1930-as évek) történő újraéledését neoeklektikának vagy újhistorizmusnak nevezik. A 20. század második felében előfordulására elszórtan vannak példák, amelyeket a Neoeklektikus építészeti törekvések a 20. század második felétől szócikk mutat be.

## Fázisok
Stílustörténeti szempontból megkülönböztetik a következőket:
- a romantikus historizmust (átmeneti stílusok az 1770-es évektől, teljesen kialakult 1840-től 1870-ig),
- a szigorú historizmust (1870–1890)
- a késői historizmust (1890 után).

Ez a megkülönböztetés Renate Wagner-Rieger osztrák művészettörténésztől származik.

## Stílusai
A historizmus és a stílusutánzó irányzatok listája a nyugati építészetben és díszítőművészetben:

### Nemzetközi
- Beaux-Arts
- Neobarokk
- Neobizánci
- Neoegyiptomi
- Neogótikus
- Neogörög
- Mór megújuló
- Neoklasszikus
- Új klasszikus / neohisztorizmus
- Neoreneszánsz (châteauesque/itáliai/palazzo stílus)
- Neoromán
- Svájci faház (chalet) stílusú
- Vernakuláris

### Brit Birodalom
- Ádám stílus (vagy Adamesque és " Style of the Brothers Adam " 18. századi neoklasszikus belsőépítészeti stílus, William Adam skót építész és fiai, Robert (1728–1792) és James ( 1732–1794) után elnevezve)
- Bristol bizánci
- Edward kori barokk
- Indo-szaracén újjászületés (India)
- Jacobean Revival (az 1820-as évek végétől vált népszerűvé Angliában, és amely legtöbb ihletet az angol reneszánszból (1550–1625) merítette, az Erzsébet és Jakab-kor elemeivel)
- Anna királynő stílus
- Regency
- Skót bárói stílus (Skócia, Wales és Észak-Írország)
- Tudor Revival

### Franciaország
- XVI. Lajos-stílus
- Directoire-stílus (a díszítőművészet, a divat és különösen a bútortervezés korszaka volt Franciaországban)
- Empire stílus
- III. Napóleon-stílus

### Ausztria és Németország
- Biedermeier
- Gründerzeit stílus
- Náci építészet
- Rundbogenstil (19. századi stílus, amely a német nyelvterületeken és a német diaszpórában volt népszerű. A bizánci, a román és a reneszánsz építészet elemeit egyesítette sajátos stílusmotívumokkal.)

### Görögország és a Balkán
- Mükénei újjászületés
- Szerb-bizánci újjászületés

### Olaszország
- Stile Umbertino

### Portugália
- Pombaline
- Neo-Manuel

### Románia
- Román újjászületés (román reneszánsz)

### Orosz Birodalom és Szovjetunió
- Nebizánci
- Neoorosz
- sztálinista építészet

### Skandinávia
- Dragestil
- Nemzeti romantikus stílus
- Skandináv klasszicizmus

### Spanyolország
- Neo-Mudéjar

### Amerika
- Jefferson építészet
- Amerikai reneszánsz
- Ácsgótika
- Gyarmati újjászületés
- Szövetségi stílus (Federal Style)
- Greco Deco
- Maja újjászületés
- Mediterrán újjászületés
- Mission Revival
- Lengyel katedrális stílus
- Pueblo Revival
- Anna királynő stílus
- Richardson-román (a neoromán építész, Henry Hobson Richardson (1838-1886) után elnevezve)
- Spanyol gyarmati újjászületés

## Magyarországon a 19. század második felében

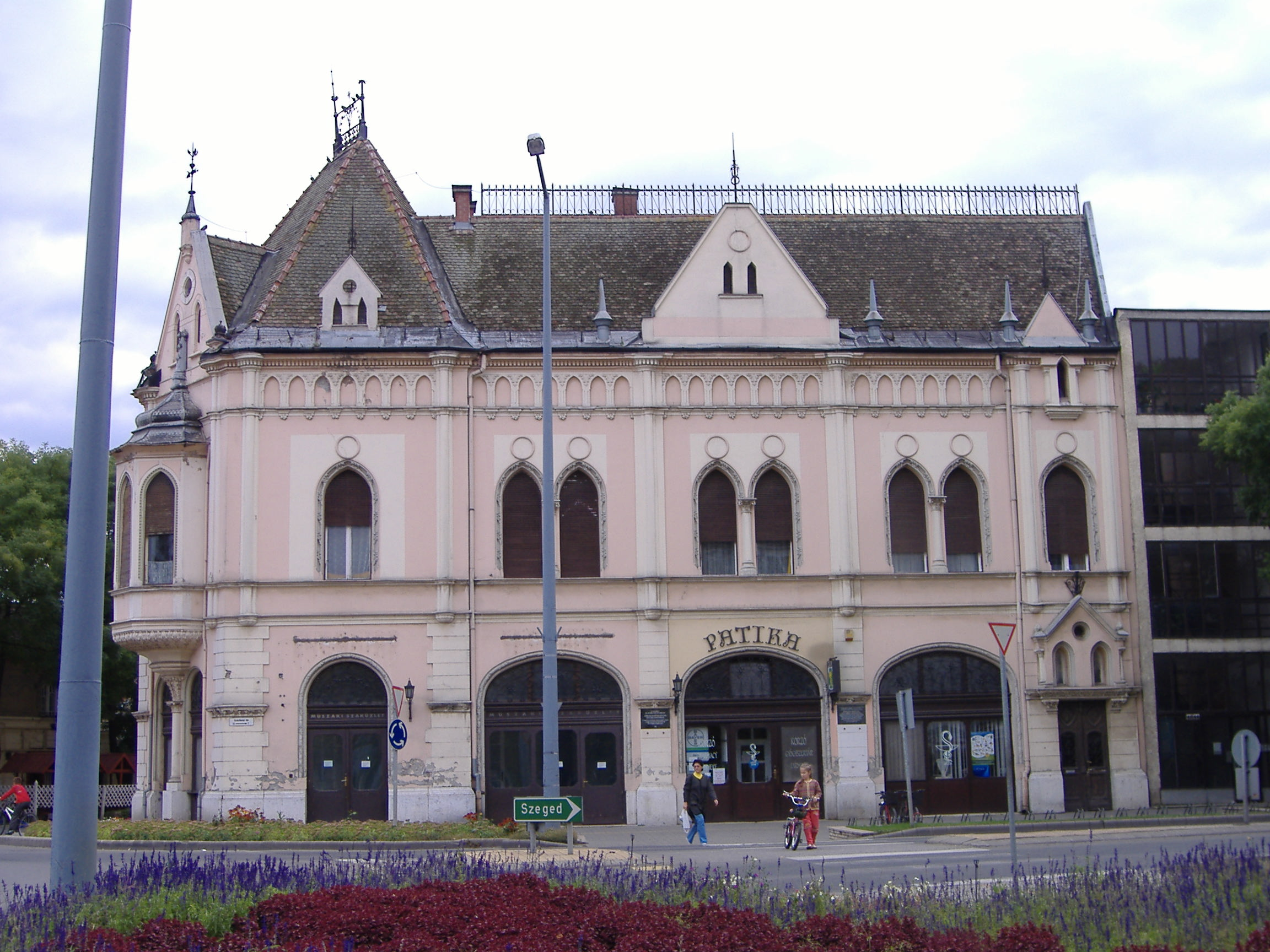
A Takarékpénztár épülete Makón – a historizmus egyetlen világi épülete a városban

A kiegyezést (1867. május 29.) követő időszakban jelentős fejlődés, és városiasodás ment végbe hazánkban, melynek a leglátványosabb eredményei Budapesten voltak észlelhetőek, bár Kassán, Szegeden, Temesvárott, Aradon, és Kolozsvárott jelentős bérházépítési munkálatok indultak meg.
A legtöbb beruházást a Fővárosi Pénzalapból finanszírozták. Ebben az időszakban épült Budapesten a legtöbb sugárút, körút és a nagyszabású középületek is. 1873-ban Pest, Buda és Óbuda egyesítésével megkezdődött az útvonalak szabályozása is.
1871/72 -től a József Politechnikum Királyi József Műegyetemként működött tovább.
1879-ben megalakult az Állami Középipartanoda.
Városi villák és bérpaloták:
- drágák voltak, rengeteg technikai újítás volt bennük (például vezetékes víz), minden nemű luxus elérhető volt a bérházakban is (istálló, kocsiszín), ezzel próbálták a gazdag polgárságot arra ösztönözni, hogy a vidéki házak helyett inkább költözzenek az oly' sok lehetőséget kínáló városba. A bérpaloták szintezése ugyanakkor kifejezte a torlódott társadalmat is: a legalsó szintek a dzsentrirétegé voltak. Ezek rendelkeztek a legtágasabb helyiségekkel, kívül kovácsoltvas-erkélyek jelezték a társadalmi hovatartozást. A bérpaloták szintjein felfelé haladva egyre szegényebbek kaptak lakást. A luxus fogalma ugyanakkor azt jelentette, hogy minden szinten egy angol WC kapott helyet, ám még ez óriási lépés volt higiénia szempontjából.

Villák és nyaralók:
- Budapesten az Andrássy út külső szakaszán és a Thököly út Zugló felőli részén épült a legtöbb villa
- a nyilvánosan látogatható terek az épület földszintjén, a többi, általában privát szférának tekinthető szoba az emeleten volt
- általában németországi/itáliai neoreneszánsz, eklektikus stílusúak

Szállodák:
- minden nagyobb városban volt legalább egy szálloda, ami kielégítette a turisták igényeit
- általában a központ közelében, esetleg a vasúthoz vezető úton épültek
- különféle termekkel voltak ellátva
- legtöbbjük fel volt szerelve lifttel, központi fűtéssel, telefonnal és távíróval is

Munkáslakóházak:
- általában a cégek építették őket alkalmazottjaik elszállásolására
- a legtöbb ilyen lakóházat a MÁV építtette

Templomépítészet:
- felekezetenként változó, általában sokszínű, egyedül a zsinagógák tartották meg eredeti formájukat
- a keresztény templomok általában eklektikusak

Kulturális és sportlétesítmények:
- a színházak korszerűsítése, kiállítások megnyitása (sokszor pavilonos formában)
- a Magyar Királyi Operaház megalakulása (a színházak nem feleltek meg az elvárásoknak)
- a Nemzeti Tornacsarnok megépítése
- fürdők, és kisebb sportegyletek épületei
- egyetemek, főiskolák (ELTE-BTK épülete, Műegyetem épülete)

Kórházak:
- megnő a városokban a rossz körülmények között élő szegények száma, így szükségessé válik a kórházak építése
- pavilonos szerkezetű kórházak megjelenése például Szent István Kórház (Bp.)

Pénzintézetek:
- 1867 után sok vállalkozást indítanak, így nőtt a bankok és hitelintézetek száma
- általában előkelő tereken épültek

Kereskedelmi, ipari és mezőgazdasági épületek:
- pályaudvarok, gyárak építése (Nyugati Pályaudvar, Keleti Pályaudvar)

Az állandó Országház:
- pályázatot írtak ki, melyben egy bizottság döntött a tervező kiléte felől
- Steindl Imre neogótikus pályamunkája lett az első helyezett
- az építkezéseket 1885-ben kezdték, az épületet 1902-ben már használták, de csak 1904-re lett teljesen kész.

## A festészetben és szobrászatban
A historizmus festészete elsősorban a történelmi festészetet jelenti, mely a kései romantika jellegzetes műfaja. Lengyelországban Jan Matejko, Magyarországon Székely Bertalan, Madarász Viktor, Benczúr Gyula, Than Mór a képviselői. Különösen Benczúr művészetében a történelmi festészet összeforrt az akadémizmussal. Az akadémizmus például a historizmus megvalósulása a festészetben.
Egész Európára jellemző volt a köztéri szobrok tömeges felállítása. A szobrászat feladata azonban az emlékművek felállításában ki is merült. Például Strobl Alajos: Arany János szobra a Nemzeti Múzeum kertjében.

## A filozófiában
Ez a huszadik századra jellemző jelenség.